# Roland Ratzenberger
Roland Ratzenberger (Salzburg, 4. srpnja 1960. – Imola, 30. travnja 1994.), austrijski vozač utrka.
Karijeru vozača utrka započeo je 1983. godine u njemačkoj Formuli Ford, a 1985. osvojio je naslove prvaka Austrije i Srednje Europe u istoimenom natjecanju. Kasnije je vozio u raznim natjecanjima formula i turističkih automobila u Velikoj Britaniji i Japanu, a između 1989. i 1993. redovito je sudjelovao i na utrkama 24 sata Le Mansa.
1994. godine potpisao je ugovor prema kojem je trebao odvoziti pet utrka u Formuli 1 za tada novu momčad Simtek Ford. Na svojoj prvoj Velikoj nagradi, u Brazilu, nije se uspio kvalificirati za utrku, pa je svoju jedinu F1 utrku odvozio na Velikoj nagradi Pacifika u Japanu 17. travnja 1994., završivši je na 11. mjestu.
U anale je ušao svojom pogibijom na kvalifikacijama za Veliku nagradu San Marina 30. travnja 1994. godine. Izgubivši kontrolu nad svojim bolidom udario je u zid pri brzini od 300 km/h. Iako mu je na licu mjesta pružena prva pomoć, nekoliko sati poslije proglašen je mrtvim od posljedica loma lubanje. Dan kasnije na utrci za istu VN poginuo je i Ayrton Senna. Ove dvije žrtve su posljednje dvije sa smrtnim posljedicama u povijesti F1. Nakon njih posvetilo se puno više pažnje sigurnosti vozača bolida F1 i promijenjeno je niz pravila u konstrukcijama vozila, a i samim utrkama Formule 1.